# Комаров, Евгений Викторович
Евгений Викторович Комаров (род. 8 ноября 1988) — российский велогонщик, выступающий в дисциплине BMX, чемпион России.

## Биография
Евгений Комаров родился в 1988 году. Начал заниматься велоспортом в 1999 году под руководством тренера Василия Комнатова. С 2010 года является членом сборной России. Летом 2015 года Евгений Комаров вошёл в состав сборной России для участия в первых Европейских играх, проходивших в Баку. Комаров смог пробиться в финал соревнований, где показал 5-й результат. В том же году Евгений выступил на чемпионате мира в Хёсден-Золдере, но ни в одной из дисциплин россиянин не смог преодолеть барьер первого раунда.
В 2016 году Евгений Комаров принял участие в летних Олимпийских играх в Рио-де-Жанейро. В квалификационном раунде российский велогонщик показал 30-е время из 32 участников. В трёх четвертьфинальных заездах Комаров дважды занял 5-е место и один раз 6-е, в результате чего набрал 16 баллов и занял 6-е место в своём четвертьфинале. Этот результат не позволил россиянину продолжить борьбу за медали.
На чемпионате Европы 2018 года Комаров смог пробиться в финал. В решающем заезде российский велогонщик пришёл к финишу 5-м, уступив победителю полторы секунды. 24 августа 2019 года стал чемпионом России.
На соревнованиях представляет республику Мордовию.